# Familiar Touch
Familiar Touch è un film del 2024 diretto da Sarah Friedland, al suo esordio alla regia di un lungometraggio.

## Trama
Un'anziana signora affetta da un principio di demenza deve abituarsi a routine per lei completamente nuove dopo essere stata affidata da suo figlio alle cure di una confortevole casa di riposo.

## Produzione
Il film è stato girato in una vera casa di riposo a Pasadena, in California, dove la troupe aveva allestito per 5 settimane un laboratorio di cinema per la terza età nel quale pazienti e operatori assistenziali dell'istituto avevano lavorato sia di fronte che dietro la macchina da presa per creare i propri personaggi. La regista Sarah Friedland aveva osservato infatti nei suoi precedenti cortometraggi, nei quali aveva lavorato in altre case di riposo, di come i pazienti che vi recitavano da non professionisti fossero interessati all'aspetto filmico ben oltre ai soli compiti dell'attore e che, vista la natura di «racconto di formazione anti-ageista» del film, sarebbe stato coerente coinvolgerli di più nella sua realizzazione. Si è ispirata anche alla propria nonna paterna, affetta da demenza prima di morire ed per questo considerata prematuramente deceduta dal resto della famiglia. Anche se la maggior parte delle persone nella casa di riposo è stata interpretata da loro stessi, un'eccezione è stata fatta, oltre che per la protagonista Kathleen Chalfant, riguardo ai pazienti che soffrivano di demenze o problemi cronici di memoria, che la Friedland ha giudicato sarebbe stato poco etico riprendere data la loro mancanza di consenso attivo da esercitare.

## Distribuzione
Il film è stato presentato in anteprima il 3 settembre 2024 all'81ª Mostra internazionale d'arte cinematografica di Venezia, nella sezione Orizzonti.

## Accoglienza

### Critica
Su Rotten Tomatoes 14 critici esprimono un gradimento del 100% con un voto medio di 7.8/10.

## Riconoscimenti
- 2024 – Mostra internazionale d'arte cinematografica di Venezia[4]
  - Leone del futuro - Premio Venezia opera prima "Luigi De Laurentiis" a Sarah Friedland
  - Premio Orizzonti per la miglior regia a Sarah Friedland
  - Premio Orizzonti per la miglior interpretazione femminile a Kathleen Chalfant